# Jasper Philipsen
Jasper Philipsen (* 2. März 1998 in Mol) ist ein belgischer Radrennfahrer. Er ist der Sieger von Mailand–Sanremo 2024, einem Monument des Radsports.

## Karriere
Als Juniorenfahrer fuhr Philipsen für Balen BC Junior und wurde 2015 und 2016 belgischer Meister im Einzelzeitfahren. Er startete zweimal bei Straßenweltmeisterschaften der Junioren und wurde 2016 Sechster im Einzelzeitfahren. Außerdem gewann er 2016 neben der Guido Reybrouck Classic das Junioren-Rennen des E3 Harelbeke.
In der U23-Klasse fuhr Philipsen 2017 für das BMC Development Team. Er gewann beim Triptyque des Monets et Châteaux die 2. Etappe, die Gesamtwertung, Nachwuchs- und Punktewertung. Im Anschluss wurde Philipsen Zweiter der Ronde van Vlaanderen Beloften, der U23-Ausgabe der Flandern-Rundfahrt. Beim U23-Rennen Giro Ciclistico d’Italia sicherte er sich nach einem Etappensieg im Sprint der 4. Etappe die Punktewertung. Sein zweiter Erfolg in der Elite-Klasse folgte bei der Tour Alsace, ehe er am Ende der Saison eine Etappe der Olympia’s Tour und Paris–Tours U23 gewann.

### Frühe Profi-Jahre
Für das Jahr 2018 erhielt Jasper Philipsen im Alter von 20 Jahren einen Vertrag beim US-amerikanischen Professional Continental Team Hagens Berman Axeon. Zu Beginn der Saison wurde er hinter Elia Viviani und Pascal Ackermann Dritter beim belgischen Eintagesrennen Driedaagse Brugge-De Panne, ehe er seinen Gesamtsieg bei der Triptyque des Monts et Châteaux mit zwei Etappensiegen wiederholte. Nachdem er als Vierter nur knapp das Podium bei Paris–Roubaix Espoirs verpasst hatte, gewann Philipsen erneut einen Massensprint des Giro Ciclistico d’Italia. Am Ende der Saison ging er bei der Tour of Utah an den Start und sicherte sich seinen ersten Etappensieg bei einem Rennen der hors categorie. Er setzte sich beim norwegischen Eintagesrennen Gylne Gutuer durch und wurde Vierter der Tour de l’Eurométropole.
Im Jahr 2019 wechselte Philipsen zum UAE Team Emirates und fuhr somit für ein UCI WorldTeam. Sein erstes Rennen bestritt er bei der UCI-WorldTour-Rundfahrt Tour Down Under, bei der er die fünfte Etappe im Sprint gewann, nachdem Caleb Ewan, der die Ziellinie als Erster passierte, wegen Kopfstößen gegen ihn distanziert wurde. Der Etappensieg blieb Philipsens einziger Erfolg in der Saison 2019, wenngleich er bei mehreren Eintagesrennen wie dem Nokere Koerse und der Brussels Cycling Classic auf dem Podium stand.
Im Jahr 2020 sicherte sich Philipsen die Punktewertung der Tour Down Under. Nachdem er jeweils eine Etappe der Tour du Limousin und Benelux Tour gewann, sowie Fünfter beim Scheldeprijs wurde, gab er sein Grand-Tour-Debüt bei der Vuelta a España 2020. Nach einem zweiten und einem vierten Platz setzte er sich im Massensprint der 15. Etappe vor Pascal Ackermann durch und feierte so seinen ersten Grand Tour-Etappensieg. In der Gesamtwertung belegte er den 85. Rang.

### Wechsel zu Alpecin-Deceuninck

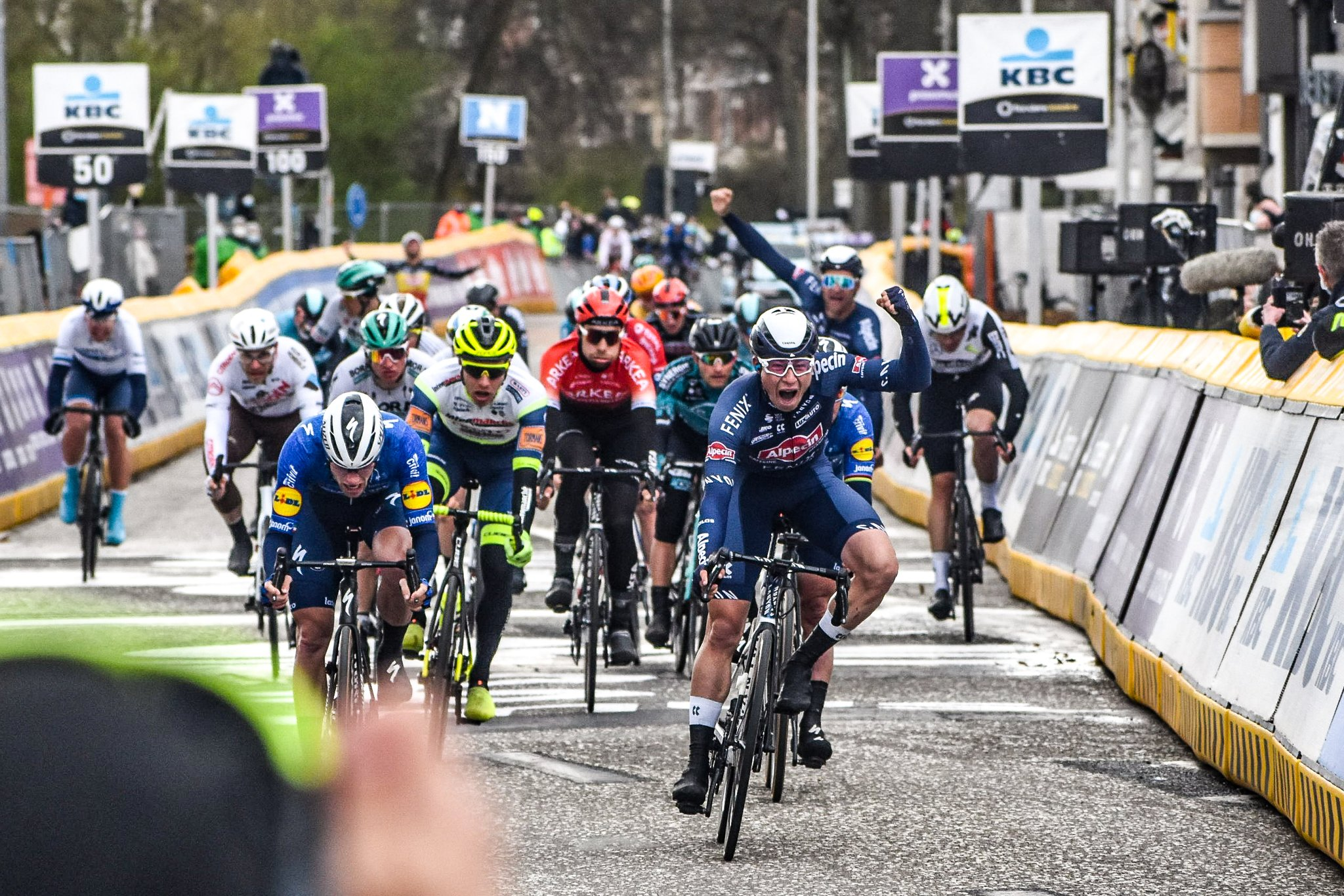
Jasper Philipsen gewinnt den Scheldeprijs 2021

Nach zwei Jahren beim UAE Team Emirates wechselte Jasper Philipsen im Jahr 2021 zum belgischen Alpecin-Fenix Team, das um den Klassiker-Spezialisten und mehrfachen Cyclocross-Weltmeister Mathieu van der Poel aufgebaut worden war. Im Frühjahr musste sich Philipsen bei der Classic Brugge-De Panne nur dem Iren Sam Bennett geschlagen geben, ehe er den Scheldeprijs gewann. Kurz darauf ging er bei der Türkei-Rundfahrt an den Start und sicherte sich nach zwei Etappensiegen und vier zweiten Plätzen die Punktewertung der Rundfahrt. Im Sommer nahm er erstmals an der Tour de France teil, konnte jedoch keinen Abschnitt gewinnen. Mit der Vuelta a España 2021 bestritt er wenige Wochen später eine weitere Grand Tour und gewann die 2. und 5. Etappe im Massensprint vor Fabio Jakobsen. Nachdem er die Spanien-Rundfahrt frühzeitig wegen Fieber verlassen hatte, feierte Philipsen mit dem Kampioenschap van Vlaanderen, Eschborn–Frankfurt, Grand Prix de Denain und der Paris–Chauny vier Siege in nur neun Tagen. Zudem war er mit Eschborn–Frankfurt 2021 erstmals bei einem Eintagesrennen der UCI WorldTour erfolgreich.
Im Jahr 2022 startete Jasper Philipsen mit zwei Etappensiegen bei der UAE Tour in die Saison. Zudem gewann er auch die Punktewertung der Rundfahrt. Nach jeweils einem Etappensieg bei der Türkei-Rundfahrt und Belgien-Rundfahrt wurde er hinter Tim Merlier und Jordi Meeus Dritter der belgischen Meisterschaften. Bei der Tour de France 2022 glaubte sich Philipsen im Ziel der 4. Etappe als Sieger, da er nicht mitbekommen hatte, dass sich Wout van Aert im letzten Anstieg vom Hauptfeld abgesetzt hatte. Auf der 15. Etappe gelang ihm sein erster Tour-de-France-Etappensieg, ehe er auch auf der Champs Élysées das Ziel als Erster überquerte. Am Ende der Saison gewann Jasper Philipsen eine Etappe der Dänemark-Rundfahrt sowie den Omloop van het Houtland und Paris–Bourges.

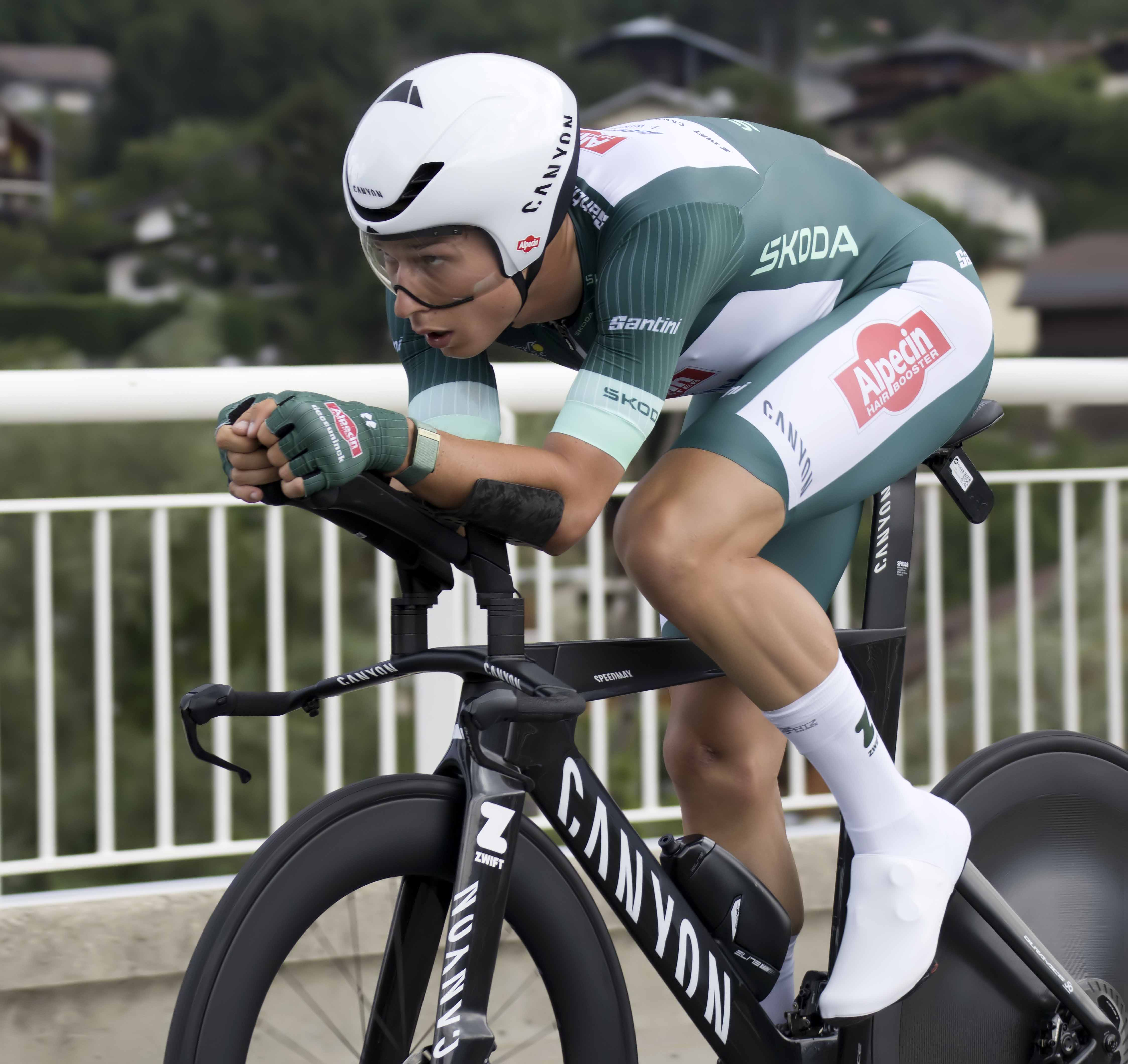
Jasper Philipsen im Grünen Trikot bei der Tour de France 2023

2023 folgte die bis dahin erfolgreichste Saison. Er gewann im Massensprint zwei Etappen von Tirreno–Adriatico. Danach setzte er sich bei der Classic Brugge-De Panne vor dem Niederländer Olav Kooij durch und feierte so seinen zweiten Erfolg bei einem Eintagesrennen der UCI WorldTour. Nachdem er den Scheldeprijs zum zweiten Mal für sich entschieden hatte, ging er zum dritten Mal bei Paris–Roubaix an den Start und absolvierte den Großteil des Rennens in der Favoritengruppe. Nachdem sich sein Teamkollege Mathieu van der Poel als Solist abgesetzt hatte, erreichte er das Velodrome gemeinsam mit Wout van Aert, den er im Sprint um Platz zwei bezwang. Nach seinem ersten Podiumsplatz bei einem Monument des Radsports gewann er mit der Elfstedenronde ein weiteres Kopfsteinpflaster-Rennen. Im Anschluss an einen weiteren Etappensieg bei der Belgien-Rundfahrt ging Philipsen zum vierten Mal bei der Tour de France an den Start. Dort konnte er mit der Unterstützung von Mathieu van der Poel, der sich als Anfahrer in seine Dienste stellte, vier Etappen im Sprint gewinnen. Zudem sicherte er sich das Grüne Trikot des besten Fahrers in der Punktewertung. Nach der Frankreich-Rundfahrt gewann Philipsen eine Etappe der Renewi-Tour und siegte bei den Eintagesrennen Kampioenschap van Vlaanderen, Gooikse Pijl, Paris–Chauny und dem Elfstedenrace. Seine letzten Saisonrennen bestritt er bei der Türkei-Rundfahrt, wo er sich auf vier der acht Etappen durchsetzte und so auch die Punktewertung gewann.
Nach den Erfolgen des Vorjahres gewann Jasper Philipsen erneut eine Etappe bei Tirreno–Adriatico. Bei Mailand–Sanremo überquerte er den Poggio in der ersten Verfolgergruppe, die in der anschließenden Abfahrt zur Spitze des Rennens aufschloss. Auf den letzten flachen Kilometern stellte sich Mathieu van der Poel erneut in die Dienste seines Teamkollegen und neutralisierte alle Angriffe, sodass es auf der Via Roma zu einem Sprint aus einer kleinen Gruppe kam. In diesem setzte sich Jasper Philipsen knapp vor Michael Matthews durch und gewann so erstmals ein Monument des Radsports. Nach seinem zweiten Sieg bei der Classic Brugge-De Panne wurde er Vierter von Gent–Wevelgem, ehe er zum zweiten Mal in Folge hinter Mathieu van der Poel auf dem Podium von Paris–Roubaix stand. Bei der Belgien-Rundfahrt gewann Philipsen eine Etappe und die Punktewertung, musste sich kurz darauf bei den belgischen Meisterschaften jedoch seinem jüngeren Landsmann Arnaud De Lie geschlagen geben. Nach zwei zweiten Plätzen, gewann er die 10. Etappe der Tour de France, wobei Mathieu van der Poel wie im Vorjahr als sein letzter Anfahrer fungierte. Wenige Tage später gewann er auch die 13. und 16. Etappe im Massensprint. In der Punktewertung musste er sich jedoch dem Eritreer Biniam Girmay geschlagen geben. Nach der Frankreich-Rundfahrt kehrte Philipsen im Rahmen der Benelux Tour ins Fahrerfeld zurück, bei der er eine Etappe und die Punktewertung für sich entschied. Am Ende der Saison gewann er den Sparkassen Münsterland Giro und stand als Dritter auf dem Podium von Paris–Tours. Bei den Europameisterschaften im belgischen Hasselt verpasste er als Vierter nur knapp eine Medaille, wobei er sich im Massensprint seinem Landsmann Tim Merlier geschlagen geben musste.
Im Jahr 2025 gewann Philipsen Kuurne–Brüssel–Kuurne, nachdem er tags zuvor hinter Søren Wærenskjold und Paul Magnier Dritter des beim Omloop Het Nieuwsblad geworden war. Bei der Tour de France 2025 gewann er die erste Etappe im Massensprint und übernahm die Gesamtführung sowie die Führung der Punktewertung. Während der zweiten Etappe trug er das gelbe Trikot, das grüne Trikot trug stellvertretend für ihn Biniam Girmay. Während der dritten Etappe stürzte Philipsen unverschuldet und musste die Tour verlassen. Er brach sich das Schlüsselbein sowie mindestens eine Rippe.

## Erfolge
2015
- Belgischer Meister – Einzelzeitfahren (Junioren)

2016
- Guido Reybrouck Classic
- E3 Harelbeke (Junioren)
- Belgischer Meister – Einzelzeitfahren (Junioren)

2017
- Gesamtwertung, eine Etappe, Punktewertung und Nachwuchswertung Triptyque des Monts et Châteaux
- eine Etappe und Punktewertung Giro Ciclistico d’Italia
- eine Etappe Tour Alsace
- eine Etappe Olympia’s Tour
- Paris–Tours U23

2018
- Gesamtwertung, zwei Etappen und Punktewertung Triptyque des Monts et Châteaux
- eine Etappe Giro Ciclistico d’Italia
- eine Etappe Tour of Utah
- Gylne Gutuer

2019
- eine Etappe Tour Down Under

2020
- Punktewertung Tour Down Under
- eine Etappe Tour du Limousin
- eine Etappe BinckBank Tour
- eine Etappe Vuelta a España

2021
- Scheldeprijs
- zwei Etappen und Punktewertung Türkei-Rundfahrt
- zwei Etappen Vuelta a España
- Kampioenschap van Vlaanderen
- Eschborn-Frankfurt
- Grand Prix de Denain
- Paris–Chauny

2022
- zwei Etappen und Punktewertung UAE Tour
- eine Etappe und Punktewertung Türkei-Rundfahrt
- eine Etappe Belgien-Rundfahrt
- zwei Etappen Tour de France
- eine Etappe Dänemark-Rundfahrt
- Omloop van het Houtland
- Paris–Bourges

2023
- zwei Etappen Tirreno–Adriatico
- Classic Brugge-De Panne
- Scheldeprijs
- Elfstedenronde
- eine Etappe Belgien-Rundfahrt
- Punktewertung und vier Etappen Tour de France
- eine Etappe Renewi Tour
- Kampioenschap van Vlaanderen
- Gooikse Pijl
- Paris–Chauny
- Elfstedenrace
- vier Etappen und Punktewertung Türkei-Rundfahrt

2024
- eine Etappe Tirreno–Adriatico
- Mailand-Sanremo
- Classic Brugge-De Panne
- eine Etappe und Punktewertung Belgien-Rundfahrt
- drei Etappen Tour de France
- eine Etappe und Punktewertung Benelux Tour
- Sparkassen Münsterland GIRO

2025
- Kuurne–Brüssel–Kuurne
- eine Etappe Belgien-Rundfahrt
- eine Etappe Tour de France

## Wichtige Platzierungen
| Grand Tour            | 2019 | 2020 | 2021 | 2022 | 2023 | 2024 | 2025 |
| --------------------- | ---- | ---- | ---- | ---- | ---- | ---- | ---- |
| Giro d’ItaliaGiro     | –    | –    | –    | –    | –    | –    | –    |
| Tour de FranceTour    | DNF  | –    | 109  | 91   | 97   | 128  | DNF  |
| Vuelta a EspañaVuelta | –    | 85   | DNF  | –    | –    | –    |      |

| Weltmeisterschaft   | 2019 | 2020 | 2021 | 2022 | 2023 | 2024 |
| ------------------- | ---- | ---- | ---- | ---- | ---- | ---- |
| StraßenrennenStraße | 42U  | –    | –    | –    | DNF  | –    |

U = Platzierung im U23-Rennen
| Monument                 | 2019 | 2020 | 2021 | 2022 | 2023 | 2024 | 2025 |
| ------------------------ | ---- | ---- | ---- | ---- | ---- | ---- | ---- |
| Mailand–Sanremo          | 150  | –    | –    | 66   | 15   | 1    | 163  |
| Flandern-Rundfahrt       | DNF  | –    | –    | DNF  | –    | –    | DNF  |
| Paris–Roubaix            | DNF  | –    | 41   | –    | 2    | 2    | 11   |
| Lüttich–Bastogne–Lüttich | –    | –    | –    | –    | –    | –    | –    |
| Lombardei-Rundfahrt      | –    | –    | –    | –    | –    | –    |      |